# Cryptochloris wintoni
Cryptochloris wintoni — вид ссавців родини Chrysochloridae. Це ендемік ПАР. Його природні місця проживання — субтропічні сухі чагарники, чагарникова рослинність середземноморського типу та піщані береги. Йому загрожує знищення середовища існування, і він перебуває під «критичною загрозою зникнення». Він був названий на честь британського зоолога Вільяма Едварда де Вінтона.
Після спостереження в 1937 році за золотом кротом Де Вінтона не спостерігали понад 86 років, аж до його повторного відкриття в 2023 році.

## Опис
Зовнішнім виглядом Cryptochloris wintoni нагадує Eremitalpa granti. Верхня частина тіла має коротку густу шерсть шиферно-сірого кольору з жовтуватим відтінком. Окремі волоски мають сіру основу, білуваті стрижні та світло-коричневі кінчики. Лице, щоки та губи мають більш інтенсивний жовтуватий відтінок. Нижня частина тіла більш бліда, ніж верхня частина, окремі волоски мають білі кінчики. Кіготь на третьому пальці на передній частині лапи має довжину близько 10,5 мм і ширину біля основи 4 мм. Другий кіготь трохи коротший, а перший ще коротший, утворюючи загострений інструмент для копання.